# Belgrandiella robusta
Belgrandiella robusta е вид охлюв от семейство Hydrobiidae.

## Разпространение
Този вид е разпространен в Словения.